# Sân vận động Cuscatlán
Sân vận động Cuscatlán (tiếng Tây Ban Nha: Estadio Cuscatlán) là một sân vận động bóng đá nằm ở San Salvador, El Salvador. Đây là sân vận động lớn nhất ở Trung Mỹ với sức chứa 53.400 người. Sân vận động là sân nhà của đội tuyển bóng đá quốc gia El Salvador và Alianza F.C.

## Lịch sử
Sân vận động Cuscatlán lần đầu tiên được phát triển để thay thế cho sân vận động lớn nhất lúc đó của El Salvador, Sân vận động Quốc gia Flor Blanca (nay là Sân vận động Jorge "Mágico" González). Sự phát triển của sân được thực hiện bởi EDESSA (Estadios Deportivos de El Salvador), người đầu tiên vào năm 1969 đã đề xuất ý tưởng về một sân vận động quốc gia mới.
Công việc xây dựng bắt đầu vào ngày 24 tháng 3 năm 1971, với việc Tổng thống El Salvador General Fidel Sánchez Hernández đặt viên đá đầu tiên. Sau 5 năm xây dựng, sân vận động đã được khánh thành và tổ chức trận đấu đầu tiên vào ngày 24 tháng 7 năm 1976. Ngày này chứng kiến nhà vô địch Bundesliga của Đức Borussia Dortmund thi đấu với đội tuyển bóng đá quốc gia El Salvador, với trận đấu kết thúc với chiến thắng 2–0 cho câu lạc bộ Đức.
Vào ngày 25 tháng 5 năm 1978, EDESSA đã đồng ý và ký hợp đồng thuê sân vận động kéo dài 599 năm cho CLIMA (Asociación de Clubes de Liga Thị trưởng A '). Do đó, CLIMA hiện là nhà điều hành sân vận động và kiểm soát những sự kiện được tổ chức ở đó.

## Sân vận động

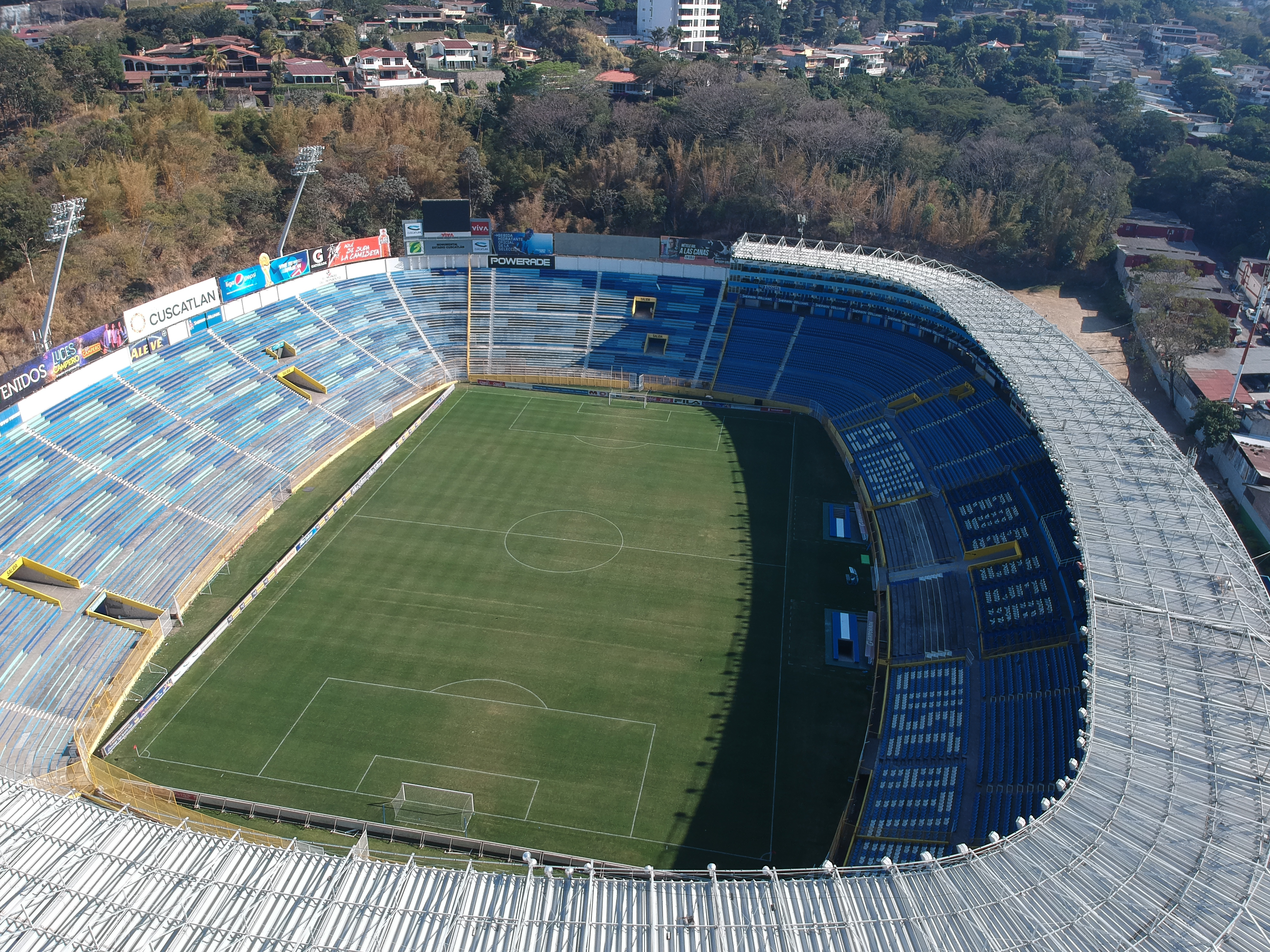
Mặt sân của sân vận động

Sân vận động có sức chứa 53.400 người, là địa điểm bóng đá lớn nhất ở Trung Mỹ.
EDESSA đã công bố vào ngày 16 tháng 11 năm 2007 rằng Sân vận động Cuscatlán sẽ trở thành sân vận động bóng đá đầu tiên ở Trung Mỹ và Caribe có màn hình LED lớn, nơi những người ủng hộ có thể xem trận đấu. Màn hình có chiều cao và chiều rộng 40 mét và được hoàn thành vào tháng 3 năm 2008.
Sự hiện đại hóa cũng mở rộng đến cao độ, bao gồm:
- Hệ thống thoát nước của Pháp cho phép nước chảy ra khỏi mặt sân khi trời mưa quá lớn
- 6 hệ thống phun nước để tự tưới nước
- Phòng thay đồ cho cả đội nhà và sân khách, mỗi đội có nhà vệ sinh riêng
- Cỏ nhập khẩu chất lượng cao
- Nhiều hộp V.I.P.

### Cơ sở vật chất và sức chứa
Sức chứa của sân vận động là chủ đề của nhiều tranh cãi, với nhiều người nói rằng sức chứa chính thức của sân là không chính xác. Vì sân vận động chỉ có chỗ ngồi ở một số phần nhất định, rất khó để ước tính sức chứa tối đa khi cố gắng tính đến số lượng khán giả có thể phù hợp với các phần mà không có chỗ ngồi. Sức chứa từ 45.000 đến 53.400 người. FIFA quy định sức chứa, thiết lập tối đa khoảng 45.000 người.
Sân vận động có phân phối sau trên cơ sở của nó:
| Vị trí                       | Màu sắc      | FIFA   | EDESSA |
| ---------------------------- | ------------ | ------ | ------ |
| Cao                          | Xanh da trời | 2.013  | 3.000  |
| Khán đài phía Bắc            | Nâu          | 1.672  | 2.500  |
| Khán đài phía Nam            | Xanh biển    | 1.709  | 2.500  |
| Khán đài có mái che phía Bắc | Xanh lá cây  | 4.900  | 5.000  |
| Khán đài có mái che phía Nam | Vàng         | 2.500  | 4.000  |
| Khán đài ưu tiên phía Bắc    | Đen          | 4.220  | 5.200  |
| Khán đài ưu tiên phía Nam    | Cam          | 6.044  | 7.800  |
| Khán đài chung               | Đỏ           | 16.812 | 18.000 |
| Hộp                          | Trắng        | 3.400  | 3.400  |
| Mở rộng                      | Tường        | 2.000  | 2.000  |
|                              | Tổng cộng    | 45.370 | 53.400 |

### Mặt sân
Sân vận động nằm trên một khu đất rộng khoảng 15 khối vuông (30 ha). Nó không chỉ chứa chính sân vận động, với bãi đậu xe (sức chứa 8.500 xe), mà còn có hai sân bóng đá khác. Một trong số này được sử dụng để huấn luyện bởi các câu lạc bộ, để hạn chế thiệt hại cho chính sân vận động. Mặt sân khác được sử dụng cho bóng đá trẻ. Một sân bóng đá bãi biển sẽ được xây dựng trong vòng vài tháng tới, ý tưởng chính là trở thành một địa điểm thể thao.

### Sự kiện
Mặc dù sân vận động Cuscatlán được xây dựng chủ yếu để chỉ là một sân vận động bóng đá, nhưng giờ đây nó cũng được sử dụng để phục vụ cho các sự kiện khác. Ngoài bóng đá, nó cũng được sử dụng cho các buổi hòa nhạc, sự kiện văn hóa, sự kiện tôn giáo và các cuộc biểu tình chính trị. Năm 2005, Colgate đã phá kỷ lục thế giới về việc tất cả mọi người tham gia đánh răng cùng lúc tại sân vận động này.
- Đội tuyển bóng đá quốc gia El Salvador
- Vòng loại Giải vô địch bóng đá thế giới
- Cúp bóng đá Trung Mỹ 1995–2007
- Buổi hòa nhạc